# Cleo Springs
Cleo Springs és un poble dels Estats Units a l'estat d'Oklahoma. Segons el cens del 2000 tenia 326 habitants.

## Demografia
Segons el cens del 2000, Cleo Springs tenia 326 habitants, 135 habitatges, i 90 famílies. La densitat de població era de 224,8 habitants per km².
Dels 135 habitatges en un 31,1% hi vivien nens de menys de 18 anys, en un 59,3% hi vivien parelles casades, en un 5,9% dones solteres, i en un 32,6% no eren unitats familiars. En el 31,1% dels habitatges hi vivien persones soles el 16,3% de les quals corresponia a persones de 65 anys o més que vivien soles. El nombre mitjà de persones vivint en cada habitatge era de 2,41 i el nombre mitjà de persones que vivien en cada família era de 3,01.
Per edats la població es repartia de la següent manera: un 23,3% tenia menys de 18 anys, un 11,3% entre 18 i 24, un 22,7% entre 25 i 44, un 27,3% de 45 a 60 i un 15,3% 65 anys o més.
L'edat mediana era de 40 anys. Per cada 100 dones de 18 o més anys hi havia 88 homes.
La renda mediana per habitatge era de 31.250 $ i la renda mediana per família de 39.000 $. Els homes tenien una renda mediana de 25.781 $ mentre que les dones 15.893 $. La renda per capita de la població era de 14.824 $. Entorn del 14,1% de les famílies i el 13,9% de la població estaven per davall del llindar de pobresa.

## Poblacions més properes
El següent diagrama mostra les poblacions més properes.